# 7,5 cm PaK 40
7,5-cm-Panzerabwehrkanone 40 (PaK 40) var i sidste halvdel af 2. verdenskrig det mest anvendte panserværnsvåben i den tyske Wehrmacht.

## Udvikling og Produktion
PaK 40 blev fra 1939 udviklet af Rheinmetall-Borsig i Düsseldorf og blev fra slutningen af 1941 udleveret til tropperne. Udover Rheinmetall-Borsig blev kanonen fremstillet af Ardeltwerke i Eberswalde, Gustloffwerke i Weimar og Ostlandwerke i Königsberg. I alt blev der fremstillet omkring 23.303 (heraf 11.728 stk alene i 1944). Det tog ca. 2.200 mandtimer at fremstille kanonen og prisen lå på 12.000 Reichsmark.

## Ammunition
| PaK 40                             | Panzergranate 39 | Panzergranate 40 (hårdkerne) | Granatpatrone 38 HL/B | Sprænggranat 34 |
| Vægt                               | 6,8 kg           | 4,1 kg                       |                       | 5,74 kg         |
| Mundingshastighed                  | 792 m/s          | 933 m/s                      | 450 m/s               | 550 m/s         |
| Gennemtrængning ved 30° træfvinkel |                  |                              |                       |                 |
| fra 500 meters afstand             | 104 mm           | 115 mm                       | 75 mm                 |                 |
| fra 1.000 meters afstand           | 89 mm            | 96 mm                        | 75 mm                 |                 |
| Gennemtrængning ved 60° træfvinkel |                  |                              |                       |                 |
| fra 0 meters afstand               | 121 mm           | 137 mm                       | 75 mm                 |                 |
| fra 500 meters afstand             | 106 mm           | 115 mm                       | 75 mm                 |                 |
| fra 1.000 meters afstand           | 94 mm            | 96 mm                        | 75 mm                 |                 |
| fra 1.500 meters afstand           | 83 mm            | 80 mm                        |                       |                 |
| fra 2.000 meters afstand           | 73 mm            | 66 mm                        |                       |                 |
| fra 2.500 meters afstand           |                  | 53 mm                        |                       |                 |
| Gennemtrængning ved 90° træfvinkel |                  |                              |                       |                 |
| fra 0 meters afstand               | 149 mm           | 176 mm                       | 75 mm                 |                 |
| fra 500 meters afstand             | 135 mm           | 154 mm                       | 75 mm                 |                 |
| fra 1.000 meters afstand           | 121 mm           | 133 mm                       | 75 mm                 |                 |
| fra 1.500 meters afstand           | 109 mm           | 115 mm                       |                       |                 |
| fra 2.000 meters afstand           | 98 mm            | 98 mm                        |                       |                 |
| fra 2.500 meters afstand           |                  | 83 mm                        |                       |                 |

## Indsats
Med den stigende anvendelse af tunge sovjetiske kampvogne såsom T-34 og KV-1 var den i 1940 efter slaget om Frankrig indførte 5-cm-PaK 38 ikke længere tilstrækkelig for Wehrmacht. Pansringen på T-34 kunne kun gennemtrænges fra meget kort afstand. Mange enheder benyttede fortsat 3,7 cm PaK 36, og de var med normal ammunition i reglen uden virkning.
Derfor blev udviklingen af et panserværnsvåben med en kaliber på 7,5 cm fremskyndet fra starten på krigen mod Sovjetunionen, efter at det ved hjælp af erobrede sovjetiske 76 mm kanoner havde vist sig hvor effektive de var som panserværnsvåben.
Fra starten af 1942 var PaK 40 L/46 til rådighed. Den blev standardvåben for de tyske panserværnstropper. I begyndelsen var produktionen stadig så beskeden, at den ikke dækkede enhedernes behov. Ulempen i forhold til dens mindre forgængere var imidlertid at den med sin vægt på 1.400 kg ikke længere kunne trækkes af kanonbesætningen. En 7,5-cm-PaK 40 skulle mindst have en let kanontraktor såsom en 3 tons Sd.Kfz. 11 for at kunne bringes i stilling.
Den blev efterfølgende også anvendt som bevæbning for mange typer selvkørende panserværnsvåben. Det drejede sig f.eks. om Marder II und Marder III.
I modificeret form (ændret rørlængde og anden ammunition) blev kanoner af denne type også anvendt i senere versioner af Panzer IV som 7,5-cm-KwK 40 L/43 og fra 1943 med let ændret rør som KwK 40 L/48. Specielt tilpasset til anvendelse i stormartilleri kaldtes den 7,5-cm-StuK 40 L/43 hhv. L/48 og blev anvendt i StuG III og StuG IV. En version af 7,5-cm-PaK med betegnelsen 7,5-cm-PaK 39 L/48 blev anvendt i Jagdpanzer 38(t), dog uden mundingsbremse, men med forbedret rekylbremse.
En taktisk ulempe ved 7,5-cm-PaK 40 drejede sig om versionerne med mundingsbremse. På grund af det mundingsglimt, som blev kastet ud til siden kunne kanonens placering blive afsløret. Desuden var kampvægten på 1.425 kg for høj til at man hurtigt kunne skifte stilling. Derfor blev mange PaK 40 efterladt på Østfronten fordi man ikke kunne fjerne dem fra deres stillinger.
Efterhånden som krigen varede ved blev det imidlertid tydeligt, at heller ikke 7,5 cm panserværnskanonen og dens varianter længere kunne nedkæmpe alle fjendtlige kampvogne. På Østfronten blev våbenets effektivitet begrænset af de stadig hyppigere anvendte kampvogne af IS-serien. På vestfronten i årene 1944-1945 og i Nordafrika i 1942-1943 var de dog tilstrækkelig effektive overfor de britiske og amerikanske kampvogne. Efter 2. verdenskrig blev 7,5-cm-PaK anvendt i en årrække af flere europæiske hære.

## Eksterne kilder
- |  | Wikimedia Commons har medier relateret til: 7,5-cm-PaK 40 |